# Дракайна
Дракайна (дав.-гр. δράκαινα — дракониця) — у давньогрецькій міфології змій (дракон) жіночої статі, часто з людськими рисами. До дракайн відносилися Ашанінка, Кето, Дельфіна, Єхидна, Скілла, Ламія, Пена та Піфон (коли описувався як істота жіночої статі).
Піфон, а також Дельфіна у ранніх уявленнях — гігантські змії, подібні до давньогрецьких драконів. У більшості інших дракайн були жіночі сатини тіла. Ламія, Кампа, Єхидна, а також у багатьох уявленнях Кето, Скілла та Дельфіна мали жіночі голови та тулуби.
Зазвичай в міфах дракайн убивали боги або напівбоги. Зевс вбив Дельфіну та Кампу, Аполлон — Піфона, а Аргос — Єхидну.
Кето та Єхидна породили багато чудовиськ, включаючи драконоподібних істот. Згідно Гесіоду, Кето породила Єхидну, Скіллу, дракона Ладона, а Єхидна — Химеру, Кербера, Ортра, Немейського лева, Сфінкса та Гідру. Інші античні автори (наприклад Гігін) приписують Єхидні народження Феї Кромміонської, колхідонського дракона (убитого Ясоном), Скілли, Харібди, та орла, що клював печінку Прометея.